# Il carnevale notturno
Il carnevale notturno è un dipinto a olio su tela (130x162 cm) realizzato nel 1963 dal pittore Marc Chagall.
Si trova presso museo di arte contemporanea di Caracas.